# Andorra (toneelstuk)

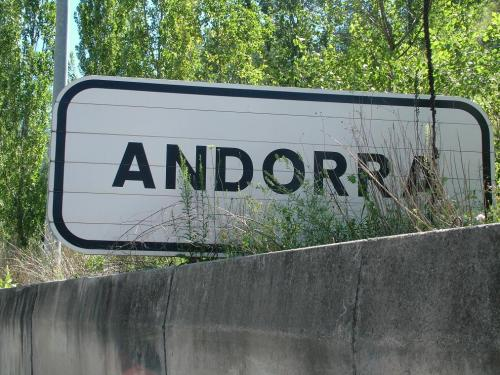
De titel van het stuk, Andorra, gaat over een model en niet over de daadwerkelijke ministaat Andorra.

Andorra is een oorspronkelijk Duitstalig toneelstuk van de Zwitserse schrijver Max Frisch, dat voor het eerst in 1961 in Zürich werd opgevoerd.

## Omschrijving
Het is een parabel, waarin aan de hand van het antisemitisme de gevolgen van vooroordelen, de schuldigheid van meelopers en de vraag in hoeverre de identiteit van een mens bepaald wordt door het beeld dat anderen van hem hebben. Andorra is samen met Herr Biedermann und die Brandstifter een van de bekendste toneelwerken van Max Frisch, en wordt in Duitsland nog frequent op de planken gezet.

## Verhaal
Het stuk vertelt het verhaal van Andri, een jonge man die voort is gekomen uit een buitenechtelijke relatie van zijn vader met een buitenlandse vrouw. De vader heeft om Andri's afkomst te verbloemen iedereen altijd te kennen gegeven dat hij een joodse pleegzoon was. De inwoners van Andorra bejegenen Andri altijd met vooroordelen, met het gevolg dat deze, zelfs nadat hij zijn daadwerkelijke afkomst te weten is gekomen, de hem door de anderen toegewezen joodse identiteit vasthoudt. Nadat Andorra binnen is gevallen door een racistisch buurland, wordt hij vermoord door de invallers. De bewoners van Andorra laten dit alles verzetsloos gebeuren, rechtvaardigen hun inertie en bevooroordeeld gedrag voor het publiek en liegen daarbij over de schuldvraag.

## Bron
- Andorra: Stück in zwölf Bildern. [63. Nachdr.] Suhrkamp, Frankfurt am Main 2006, ISBN 3-518-36777-3 (Suhrkamp-Taschenbuch 277)
- Andorra: Text und Kommentar. CD. Cornelsen, Berlin 2001, ISBN 3-464-61469-7 (LiteraMedia Audio books)